# Кейлир
Кейлир (исл. Keilir, исландское произношение: [ˈcʰeiːlɪr̥]) — небольшой вулкан на юго-западе Исландии в центре полуострова Рейкьянес, в 25 км к юго-западу от Рейкьявика.

## Характеристика
Кейлир является частью вулканического пояса Рейкьянес и представляет собой вулкан-туйю, образовавшийся около 100 000 лет тому назад во время последнего ледникового периода во время извержения подледниковой трещины. На вершине и склонах горы есть небольшой слой лавы площадью до 0,020 км², что указывает на то, что возможно последнее извержение Кейлира вышло на поверхность ледника (т.н. субаэральное извержение в конце серии извержений) или же это слой просто представляет собой вулканическую пробку из лавы, которая остыла и забила жерло кратера. Кроме основного конуса, в результате этих извержений возникли также несколько небольших подледниковых холмов к северу.
Кейлир находится к северу от вулканической системы Крисювик в южной части общины Вогар региона Сюдюрнес. К западу от Кейлира, всего в 7,5 км, расположен действующий вулкан Фаградальсфьядль. Вершина Кейлир имеет высоту 378 метров над уровнем моря
Вулкан сложен из палагонита и, частично, подушечной лавы. Имеет форму усеченного конуса с основанием диаметром 992 м и площадью 0,773 км²; диаметр вершины 70 м, а её площадь 0,004 км²; Объем наземной части вулкана составляет 0,0362 км³. Из-за своей характерной и легко узнаваемой формы Кейлир на протяжении многих веков использовался рыбаками и моряками как ориентир для навигации.
Местность, прилегающая к Кейлир, ныне не населена. Ближайшее поселение — город Вогар, расположенный в 10 км на северо-запад. Окрестности Кейлира в основном представляют собой лавовые поля и вулканические пустоши, но к юго-востоку располагается живописная долина Хёскюльдарведлир (исл. Höskuldarvellir) с многочисленными ручьями и зелёными лугами, среди которых пробиваются небольшие фумаролы.

## Активность
Вулкан был неактивен десятки тысяч лет и считался потухшим. С марта 2021 года в его окрестностях стала регистрироваться повышенная активность земной коры, проявляющая в землетрясениях, накоплении лавы в камере под вулканом и выделении вулканических газов из трещин. За этим последовало извержение лавы из трещин на юго-западе на горе Фаградальсфьядль. Осенью 2021 Кейлир снова стал проявлять активность и в конце сентября в его районе было зарегистрировано более 10000 землетрясений за 2 недели. Самый большой подземный толчок 2 октября составил 4,2 балла.
Управление гражданской защиты Национального комиссара полиции Исланлии рекомендует туристам не ходить по лавовому полю возле вулкана и не приближаться к Кейлиру, поскольку в этом районе все ожидать опасности извержения.

## Галерея

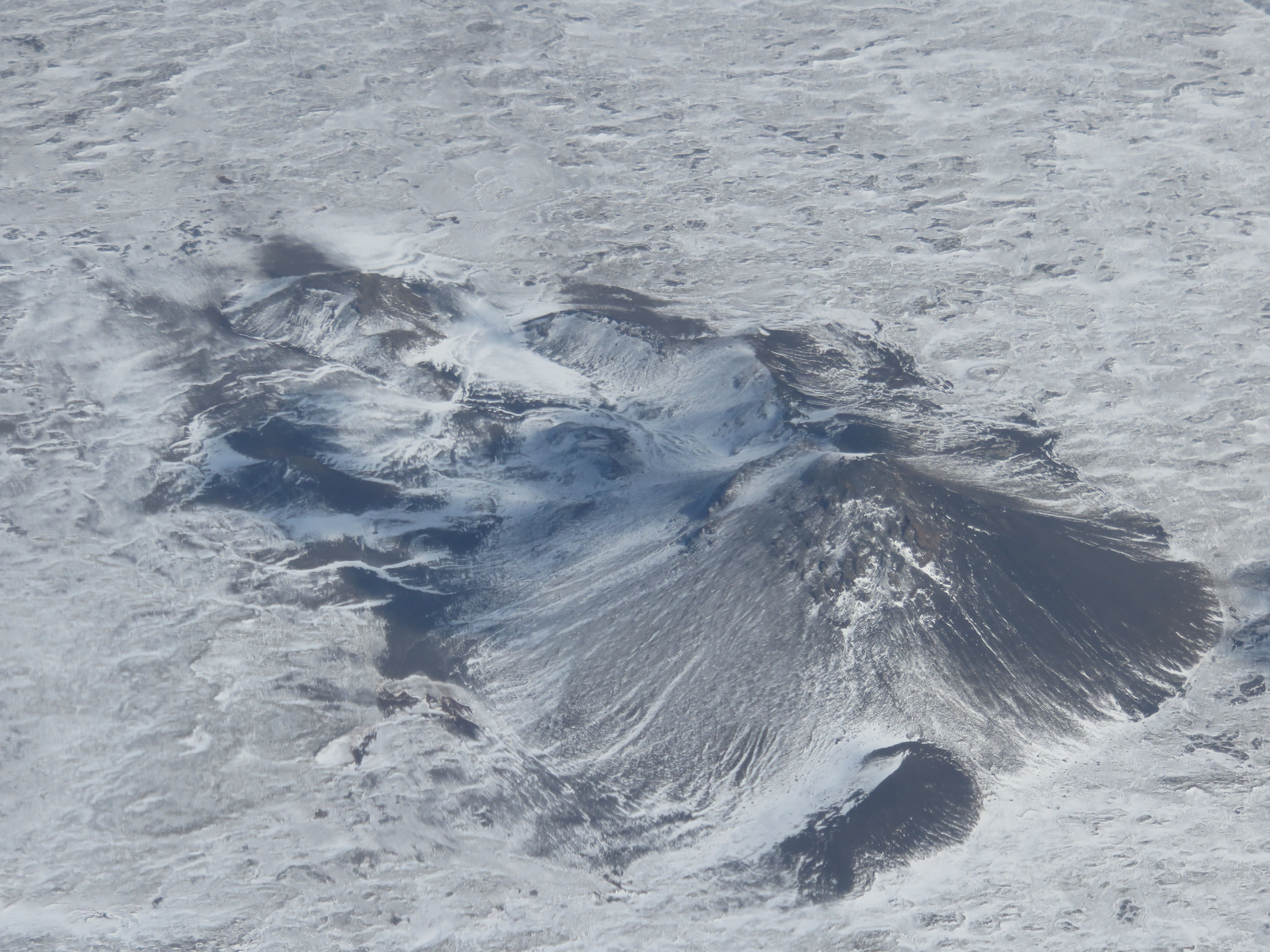
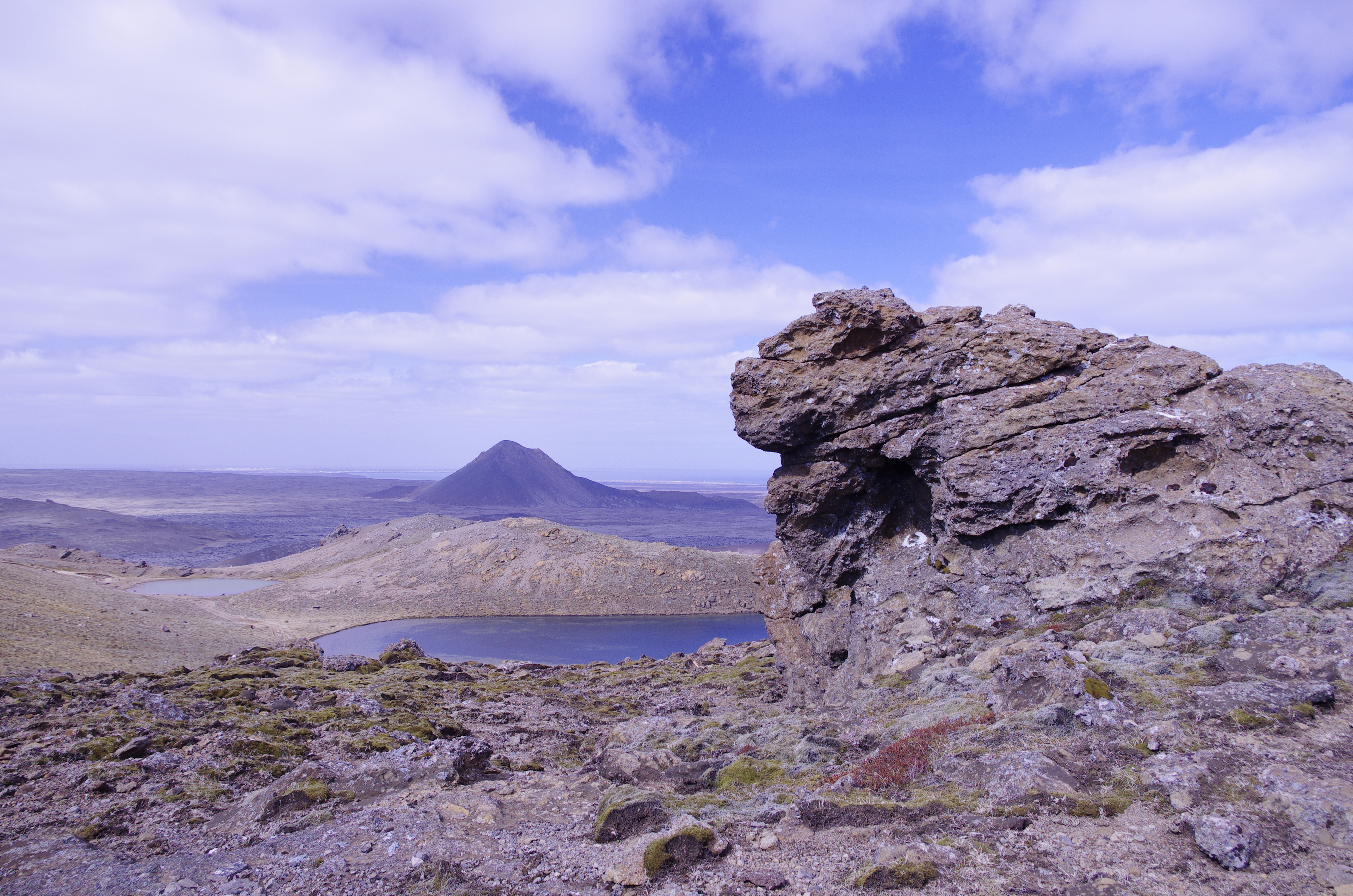
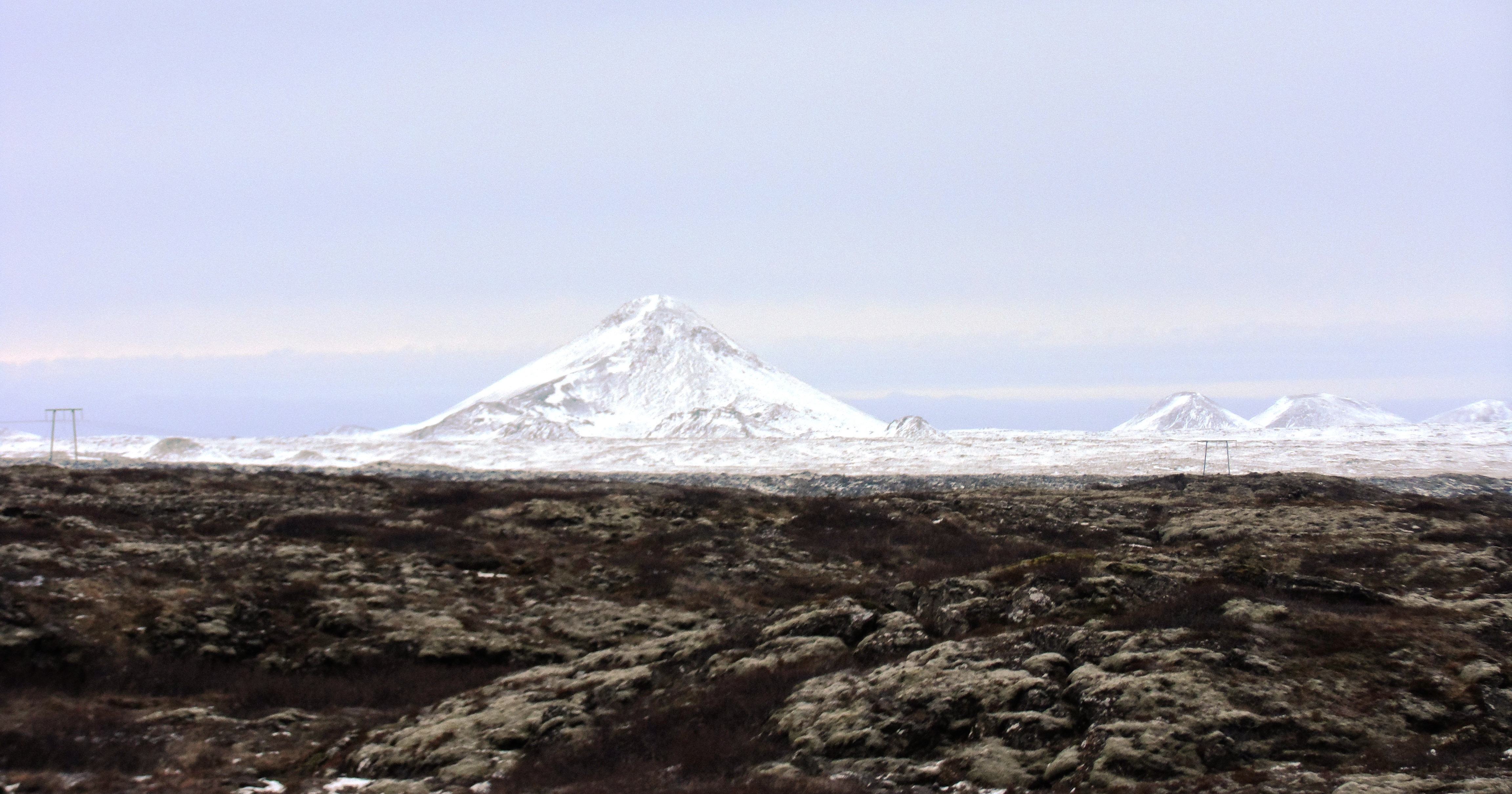
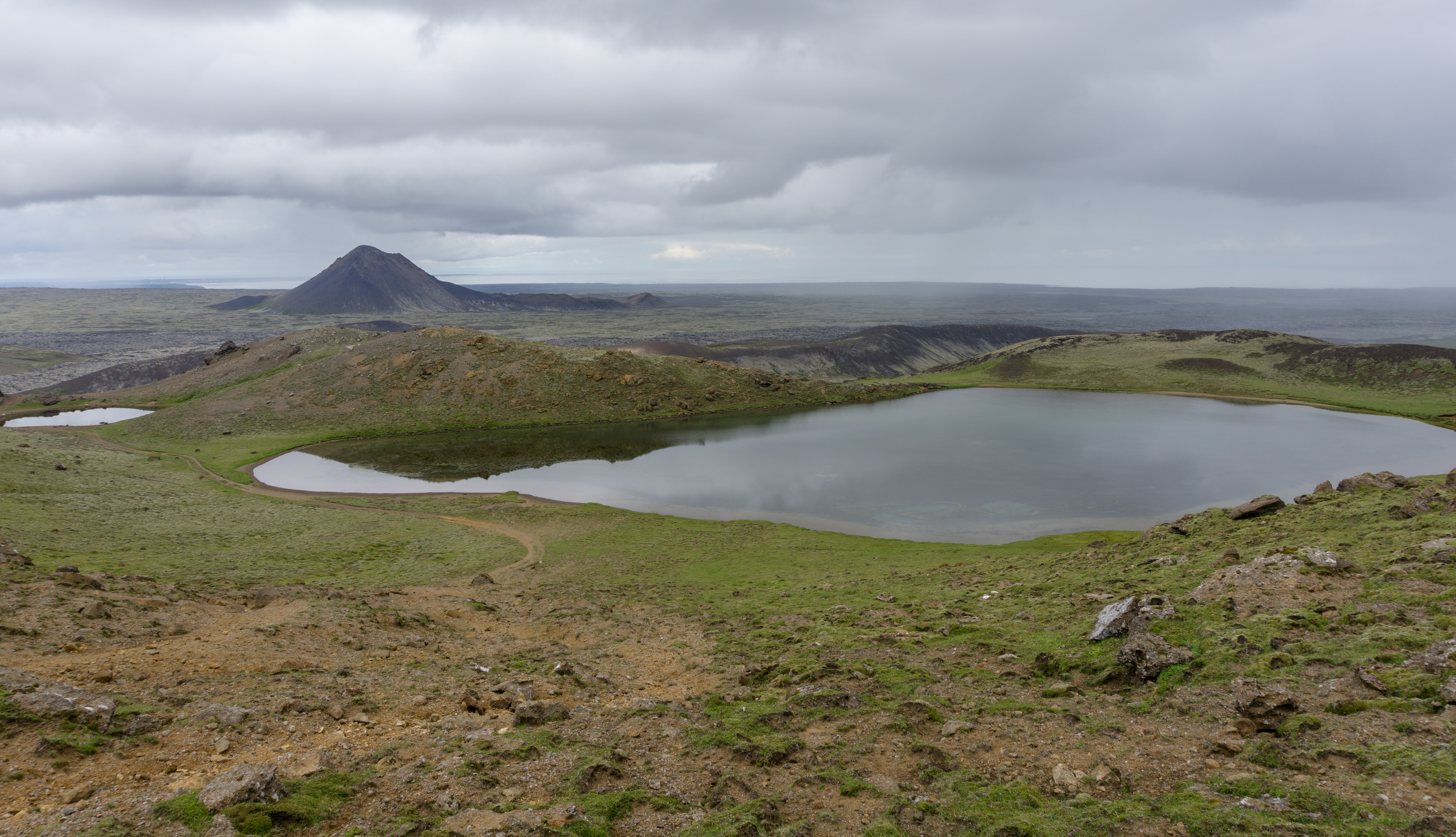
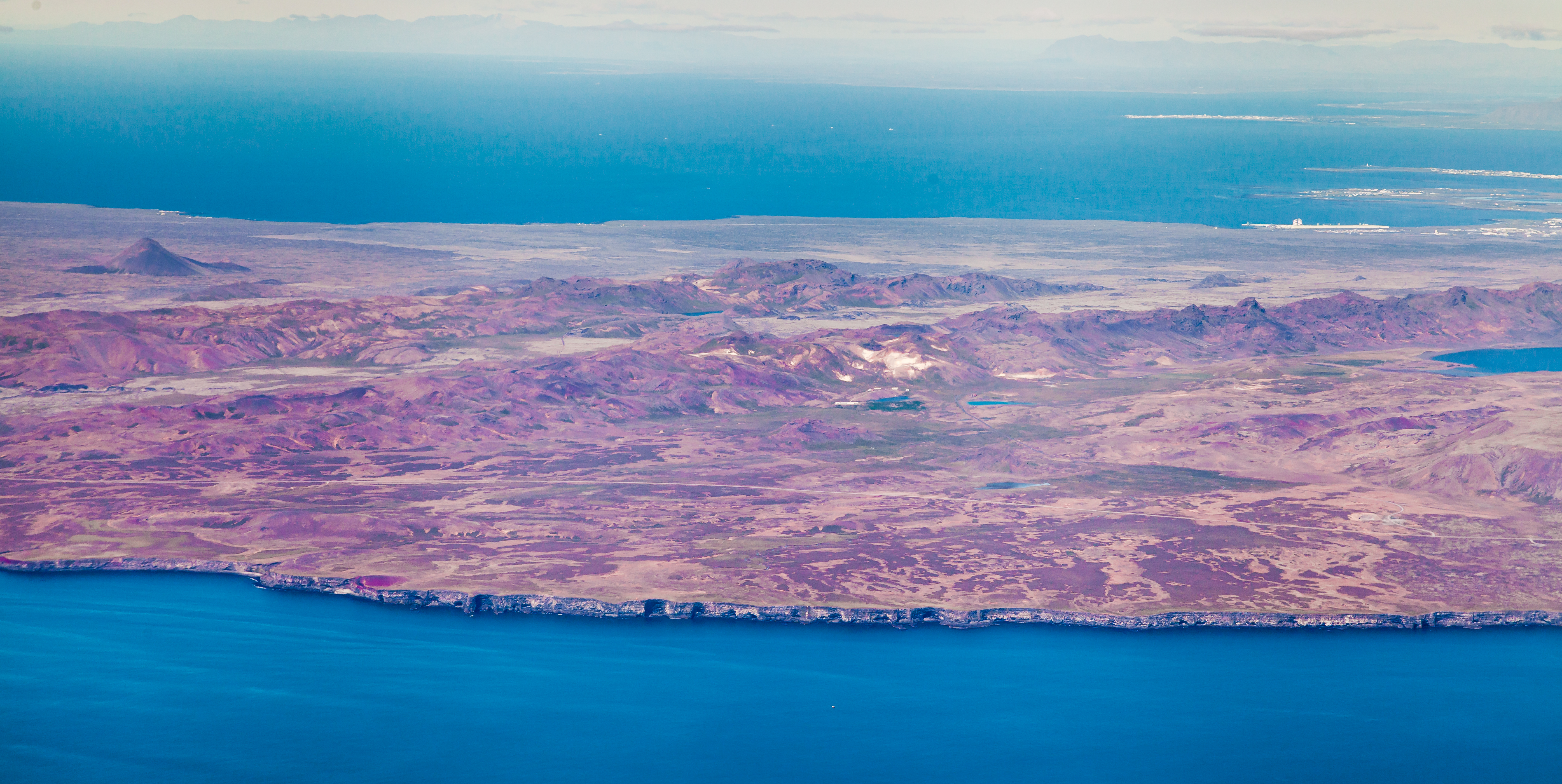